# فرودگاه استارافوردویل
فرودگاه استارافوردویل (به انگلیسی: Straffordville Airport) یک فرودگاه خصوصی است که یک باند فرود چمن دارد و طول باند آن ۶۲۵ متر است. این فرودگاه در کشور کانادا قرار دارد و در ارتفاع ۲۲۳ متری از سطح دریا واقع شده است.